# Eberhard von Otelingen
Eberhard II von Otelingen (né vers 1100, mort le 17 juillet 1170) est évêque de Bamberg de 1146 à sa mort.

## Biographie
La famille de Otelfingen, également Ettling, est une famille de noblesse bavaroise edelfrei.
Eberhard est membre du chapitre de chanoines de Bamberg en 1127. En 1146, il est consacré évêque par le pape Eugène III. Eberhard est considéré comme fidèle au roi Conrad III de Hohenstaufen puis à Frédéric III. Sous le règne de Conrad III, il organise la deuxième croisade en 1147. Quand Conrad III meurt en 1152, il est enterré dans la cathédrale de Bamberg. Pour son aide décisive dans la préparation des élections et le couronnement de Frédéric, il reçoit l'abbaye de Niederaltaich. Il demeure fidèle à l'empereur et l'accompagne notamment à Rome et à Milan dans le cadre des négociations de paix. Frédéric soutient pourtant l'antipape Victor IV.
En 1163, Frédéric accorde à Bamberg l'autonomie sur le droit de douane. Cela aboutira à un grand soutien à la prospérité économique de Bamberg.
Eberhard est responsable de la poursuite de l'expansion du diocèse et fixe ses frontières par l'achat ou la construction de châteaux vers l'extérieur. Ainsi, en 1151, il fait l'acquisition du château de Nordeck (de) qui comprend Steinach et aussi la noblesse Henneberg (de). Jusqu'au début du XVIe siècle, les baillis épiscopaux ont leurs bureaux dans ce château.
L'évêque fonde en 1157 l'abbaye cistercienne de l'abbaye Saints-Martin-et-Théodore de Bamberg (de). Il réforme les abbayes de Heidenheim et d'Admont.

## Source, notes et références
- (de) Cet article est partiellement ou en totalité issu de l’article de Wikipédia en allemand intitulé « Eberhard II. von Otelingen » (voir la liste des auteurs).
- (de) Friedrich Hausmann (de), « Eberhard II », dans Neue Deutsche Biographie (NDB), vol. 4, Berlin, Duncker & Humblot, 1959, p. 226–227 (original numérisé).
- (de) Hans Prutz (de), « Eberhard II. (Bischof von Bamberg) », dans Allgemeine Deutsche Biographie (ADB), vol. 5, Leipzig, Duncker & Humblot, 1877, p. 535-536